# Tramacastiel
Tramacastiel és un municipi d'Aragó, situat a la província de Terol i enquadrat a la comarca de la Comunitat de Terol. Compta amb un agregat que s'anomena Mas de la Cabrera.